# السياحة في مادبا
على بعد 30 كلم من عمان، وفي موازاة طريق الملوك الذي يزيد عمره عن 5000 سنة، تقع إحدى الأماكن الأبرز في الأرض المقدسة التي تنطبع في ذاكرة الزائرين. فبعد المرور بمجموعة من المواقع القديمة، تكون أول مدينة يصل إليها الزائر هي مادبا، ويطلق عليها أيضاً اسم مدينة الفسيفساء.
تشتهر مادبا بالفسيفساء البيزنطية والأموية، وتضم خارطة فسيفساء تعود إلى القرن السادس. تشمل القدس والأراضي المقدسة. تزخر الخارطة بكم هائل من الأحجار المحلية ذات الألوان المشرقة، وتعرض رسوماً للتلال، والأودية، والقرى، والمدن التي تصل إلى دلتا النيل.
تغطي خارطة الفسيفساء في مادبا أرض كنيسة القديس جورج للروم الأورثوذكس الكائنة شمال غرب وسط المدينة. بُنيت الكنيسة عام 1896 م على أنقاض كنيسة بيزنطية قديمة جداً من القرن السادس. يبلغ طول اللوحة التي تتضمن خارطة الفسيفساء حوالي 15.6 م. مربع وعرضها 6.94 م. مربعاً، غير أنه لم يبق محفوظاً على مر الزمن سوى ما يقارب ربعها.
وتظهر قطع فنية أخرى وُجدت في كنيسة العذراء و كنيسة الرسل وفي متنزه مادبا الأثري رسماً لكمية كبيرة من الأزهار والنباتات الشابة، والطيور، والأسماك، والحيوانات ، بالإضافة إلى مشاهد من علم الأساطير والمطاردات اليومية لصيد الطيور والأسماك، والعمل بالزراعة. كذلك، تنتشر مئات من الفسيفساء الأخرى من القرن الخامس حتى القرن السابع في كنائس مادبا وبيوتها.
وعملاً بالالتزام الأردني لإعادة ترميم إبداعات الأردن الفنية الفسيفسائية والحفاظ عليها، يجمع متحف مادبا ومنتزه مادبا الأثري بقايا كنائس بيزنطية متعددة بما في ذلك الفسيفساء الرائعة التي عثر عليها في كنيسة العذراء وفي قاعة هيبوليتوس، وهي جزء من دار فخمة تعود إلى القرن السادس.

## مدرسة الفسيفساء في مادبا
بالقرب من كنيسة العذراء تقع مدرسة مادبا للفسيفساء التي تقوم بمهامها التعليمية برعاية وزارة السياحة. تدرب المدرسة حرفيين على فن صناعة، وإصلاح وترميم الفسيفساء، وهي المشروع الوحيد من نوعه في الشرق الأوسط.

## مكاور
على بعد مسافة لا تتجاوز الساعة من مادبا على طول خط طريق الملوكي الغني بالمناظر الخلابة، تقع أعلى التل قلعة مكاور المعروفة أيضاً بقلعة هيرودوس العظيم. بعد موت هيرودوس، ورث ابنه هيرودوس أنتيباس القلعة، وفي هذا المكان بالذات أمر بقطع رأس يوحنا المعمدان بعد الرقصة التي أدتها سالومي.

## جبل نيبو
في المنطقة عينها يوجد جبل نيبو وهو موقع مقدس للمسيحيين والمكان الذي دفن فيه النبي موسى عليه السلام. شيد المسيحيون الأوائل هناك كنيسة صغيرة مربعة، فتحولت فيما بعد إلى صرح واسع. وفي أثناء زيارته إلى الأردن عام 2001، أقام البابا يوحنا بولس الثاني صلوات في الموقع شارك فيها حوالي 20 ألف مؤمن.
قف على المنصة المواجهة للكنيسة وتتمتع بالمنظر المدهش. إنه يشرف على وادي الأردن والبحر الميت ويطل على قمم تلال القدس وبيت لحم: مشهد يخطف الأنفاس.

## حمامات ماعين
تقع حمامات ماعين جنوب مادبا وهي مشهورة بمياه نبعها المعدنية الدافئة التي تستقطب الناس وتحثهم على المجيء إلى هذا الموقع وغمر أنفسهم بالمياه العلاجية الدافئة. هنا، تجد منتجع و فندق خمس نجوم يوفر لك أحواضاً ساخنة داخلية وخارجية، وحوض سباحة، وتسهيلات للاستجمام والراحة.

## أم الرصاص
تقع أم الرصاص شرق مادبا، وهي موقع أثري قديم ذُكر في الكتاب المقدس في العهد لقديم والعهد الجديد على حد سواء. هُدمت معظم معالم هذه المدينة التي تحيط بها الأسوار على شكل مربع، غير أنها لا تزال تتضمن مباني عديدة بالإضافة إلى أربع كنائس وبعض الأقواس الصخرية البديعة. تكمن نقطة الاستقطاب الأساسية خارج أسوار المدينة في قلب كنيسة القديس اسطفان التي تتميز بأرض ضخمة مرصوفة بالفسيفساء منذ عام 718 م. ولا تزال محفوظة حتى أيامنا هذه. تصور هذه الفسيفساء رسوماً لخمس عشرة مدينة بارزة تابعة للأرض المقدسة من جهتي نهر الأردن :الشرقية والغربية. هذه التحفة الرائعة هي الثانية من نوعها بعد خارطة فسيفساء مادبا الشهيرة عالمياً التي تصور القدس والأراضي المقدسة.